# Mpungu

Wahlkreiskarte von Mpungu

Mpungu ist eine Ansiedlung in der Region Kavango-West im Nordosten Namibias, rund 30 Kilometer westlich von Nkurenkuru. Es liegt 1131 m über dem Meeresspiegel und rund 120 Kilometer östlich von Okongo in der Region Ohangwena. Mpungu ist Sitz des gleichnamigen Wahlkreises Mpungu.
Mpungu wurde 1954 gegründet.
Die Ansiedlung soll, so sieht es der Regionalrat im Jahr 2022 vor, bis 2024[veraltet] den Status einer Siedlung erhalten. Im Juli 2023 wurde das Jahresende für die Proklamation ausgegeben.[veraltet]